# Emiliano Lasa
Emiliano Lasa, vollständiger Name Emiliano Lasa Sanchez, (* 25. Januar 1990 in Montevideo) ist ein uruguayischer Leichtathlet.

## Karriere
Der 1,80 Meter große Emiliano Lasa startet im Weit- und Dreisprung sowie auf den Sprintstrecken. Seine schnellste gelaufene Zeit auf der 100-Meter-Strecke wurde mit 11,03 Sekunden am 7. März 2009 in Montevideo gemessen. Er gehörte dem uruguayischen Aufgebot bei den Südamerikaspielen 2010 in Medellín an. Auch nahm er mit der uruguayischen Mannschaft an den Panamerikanischen Spielen 2011 in Guadalajara teil. Am 24. Oktober 2011 stellt er dort mit einer Weite von 7,81 Meter erstmals einen Uruguayischen Rekord im Weitsprung auf. Im November 2011 wurde er Uruguayischer Vizemeister auf der 100-Meter-Strecke. Am 6. April 2013 verbesserte er den Landesrekord im Weitsprung auf 7,88 Meter. Bei den Südamerikaspielen 2014 in Santiago de Chile holte er im vom Panamaer Irving Saladino gewonnenen Weitsprung-Wettbewerb mit einer erzielten nationalen Rekordweite von 7,94 Metern am 14. März 2014 die Silbermedaille. Damit überbot er seine bis dahin gültige, erst am 22. Februar 2014 im brasilianischen São Paulo aufgestellte persönliche Bestweite von 7,90 Meter. Seine persönliche Bestmarke im Dreisprung beträgt 15,08 Meter und stammt aus einer Veranstaltung vom 7. November 2010 in Mar del Plata. Mindestens seit 2014 (Stand: 1. August 2015) wird er vom Brasilianer Nélio Moura trainiert. Im August 2014 verpasste er bei den Iberoamerikanischen Meisterschaften 2014 im Weitsprung knapp die Medaillenränge und belegte den 4. Platz.
Bei den Leichtathletik-Südamerikameisterschaften 2015 in Lima gewann er mit einer gesprungenen Weite von 8,06 Meter Gold. Im selben Jahr verbesserte er seine persönliche Bestleistung im Weitsprung auf 8,09 Meter. Beim Weitsprung-Meeting in Bad Langensalza belegte er im Juli 2015 mit erzielten 7,91 Meter den vierten Rang. Anschließend nahm er an den Panamerikanischen Spielen 2015 in Toronto teil und gewann mit einer Weite von 8,17 Metern die Bronzemedaille im dortigen Weitsprungwettbewerb.
Beim Weitsprungwettbewerb der Olympischen Spiele 2016 belegte er mit gesprungenen 8,10 Metern den 6. Platz. Damit sicherte er sich das olympische Diplom und war zugleich erster uruguayischer Sportler nach Ricardo Vera bei den Olympischen Spielen 1992, der ein olympisches Leichtathletik-Finale erreichte.

## Erfolge
- 1. Platz Südamerikameisterschaften: 2015 – Weitsprung
- 2. Platz Südamerikaspiele: 2014 – Weitsprung
- 3. Platz Panamerikanische Spiele: 2015 – Weitsprung

## Persönliche Bestleistungen
- Weitsprung: 8,28 Meter, 1. Mai 2022, São Paulo
- Dreisprung: 15,08 Meter, 7. November 2010[16]
- 100 Meter: 11,03 Sekunden, 7. März 2009, Montevideo